# Menhir von Freinsheim
Der Menhir von Freinsheim (auch als Der Lange Stein bezeichnet) ist ein Menhir bei Freinsheim im Landkreis Bad Dürkheim in Rheinland-Pfalz.

## Lage
Der Stein befindet sich am südlichen Ortsrand von Freinsheim zwischen einer neuen Siedlung und der Bahnstrecke Freinsheim–Frankenthal. An dieser Stelle verlief eine alte Heerstraße zwischen Mühlheim an der Eis und Meckenheim. Im Zusammenhang mit dieser Straße wurde der Lange Stein Mitte des 18. Jahrhunderts erstmals urkundlich erwähnt. Dennoch wurde er in den folgenden Jahren von der Wissenschaft zunächst übersehen, bevor er in den 1980er Jahren durch Otto Gödel wieder bekannt gemacht wurde. Einige Meter nordöstlich seines Standorts verläuft die Straße Am Langenstein.

## Beschreibung
Der Menhir besteht aus rotem Sandstein, der am 10 km westlich gelegenen Peterskopf ansteht. Er hat eine Höhe von 150 cm, eine Breite von 47 cm und eine Tiefe von 35 cm. Der Menhir ist pfeilerförmig und hat eine rundliche Oberseite. Auf der westlichen Seite ist die Signatur „E. F. 86“ eingeritzt.
Otto Gödel hält den Stein aufgrund seiner Form für eine latènezeitliche (ca. 450 v. Chr. bis zur Zeitenwende) Grabstele, jedoch gibt es keine archäologischen Funde oder Befunde, die diese Deutung unterstützen.